# Raise the level
Raise the level is/was een muurschildering in Amsterdam-Noord.
De Amerikaanse street artist Shepard Fairey kreeg in 2023 de gelegenheid een expositie te houden in het STRAAT Museum (street art) in één de voormalige fabriekshallen op het voormalige NDSM-terrein. Om die tentoonstelling luister bij te zetten mocht hij op één van de zijgevels een metershoge en –brede afbeelding zetten. De afbeelding in een collage met als centraal thema vrede en voorzichtigheid met de Aarde waarop wij leven met termen als Handle with care, In the name of humanity en Harmony. In de afbeelding wordt ook verwezen naar Obey, een verwijzing naar zijn eigen merkkleding Obey. Het is/was een reactie op de Russische invasie van Oekraïne sinds 2022. Er is een vogel met vredestak afgebeeld.
Shepard schilderde de muurschildering zelf met hulp van drie assistenten. Niet alleen maakte hij een schildering op de buitenmuur; ook een binnenmuur kreeg een schildering in de vorm van een deel van het Wapen van Amsterdam; de drie Andreaskruizen omgevormd tot een gezicht.  
Het is in februari 2024 niet bekend of deze mural behouden blijft of plaats moet maken voor een nieuwe muurschildering.